# 大义灭亲
大義滅親是四字成語，解釋是为了维护正义，对犯罪的亲属不循私情，使受到应得的惩罚。原指为君臣大义而绝父子的私情。现指为维护正义而不顾亲属间的私情。

## 出处
大义灭亲出自左丘明《左传·隐公四年》：“大义灭亲，其是之谓乎？”

## 故事
春秋时卫国大夫石碏曾经劝谏衛莊公，希望教育好莊公之子州吁。莊公死，卫桓公即位，州吁与石碏之子石厚密谋杀害桓公篡位，为确保王位坐稳，派石厚去请教石碏。石碏恨儿子大逆不道，设计让陈国陈桓公除掉了州吁与石厚。